# Station Pasewalk
Station Pasewalk is een spoorwegstation in de Duitse plaats Pasewalk. Het station werd in 1863 geopend. Het bevindt zich één kilometer ten noorden van de binnenstad en wordt door de rivier de Uecker daarvan gescheiden.

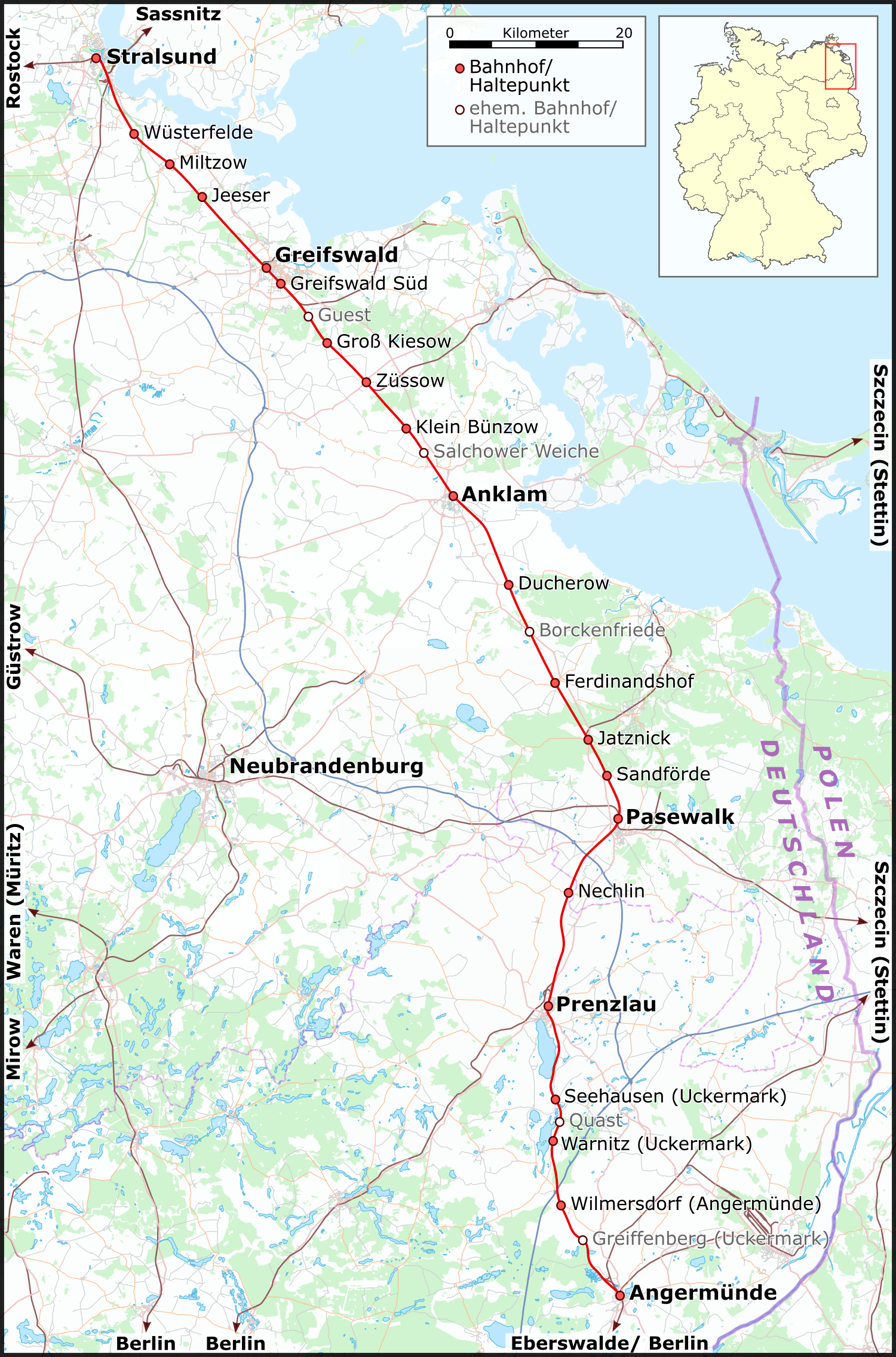
Kaart spoorlijn Angermünde-Stralsund
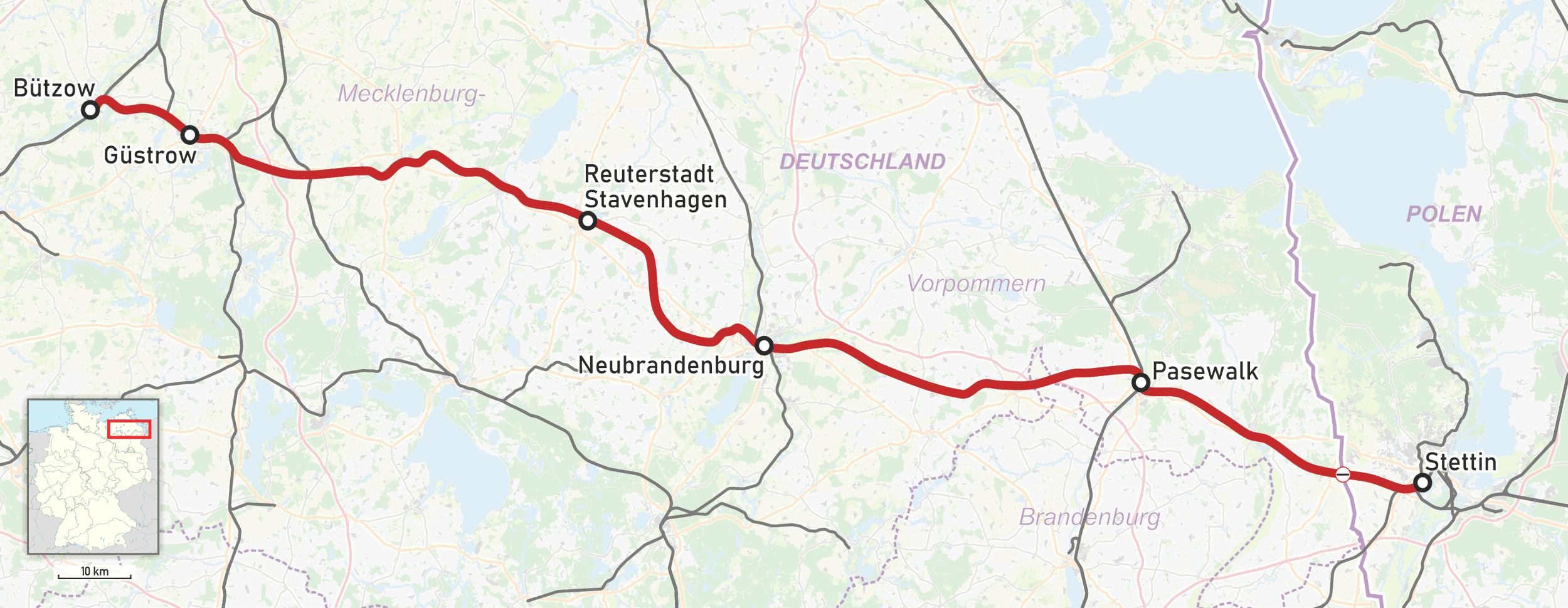
Kaart spoorlijn Bützow-Stettin
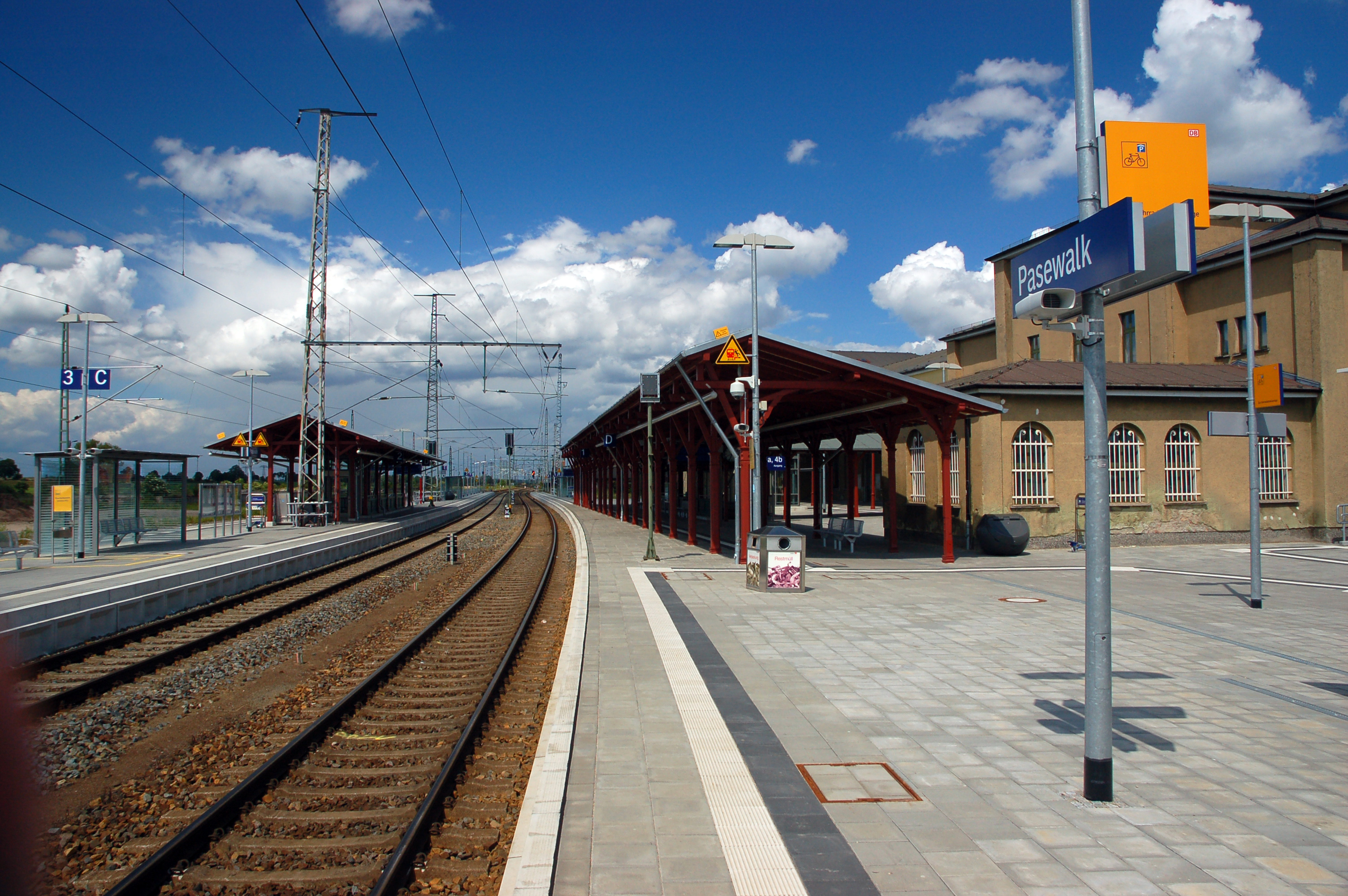
De perrons, foto uit 2009

Het station wordt in principe iedere twee uur (soms ook vaker, als uurdienst) bediend door reizigerstreinen op de volgende trajecten:
- Stettin-Bützow v.v.
- Spoorlijn Angermünde - Stralsund.
- stoptrein Pasewalk – Jatznick – Torgelow – Ueckermünde v.v., 1 x per twee uur; af en toe moet te Jatznick worden overgestapt.

Direct ten noorden van het station staat een door vrijwilligers beheerde historische locomotiefloods. Af en toe vinden hier kleine, meestal aan het spoorwegwezen gerelateerde, evenementen plaats. Ook is er een caravan-standplaats en een klein hotel aanwezig. De aanpalende watertoren herbergt een klein spoorwegmuseum. Bijzonder is, dat men overnachtingen in slaapwagons van de voormalige Reichsbahn kan boeken. Deze wagons waren voor DDR-begrippen zeer comfortabel. Er is zelfs een slaapwagon aanwezig, waarin destijds SED-leider Erich Honecker tijdens dienstreizen nog heeft overnacht.